# Wladimir Troubetzkoy
Wladimir Troubetzkoy, né le 10 août 1942 à Montluçon et mort le 26 mai 2009 à Paris, est un universitaire et critique littéraire français d'origine russe, spécialiste de la littérature comparée.

## Biographie

### Famille

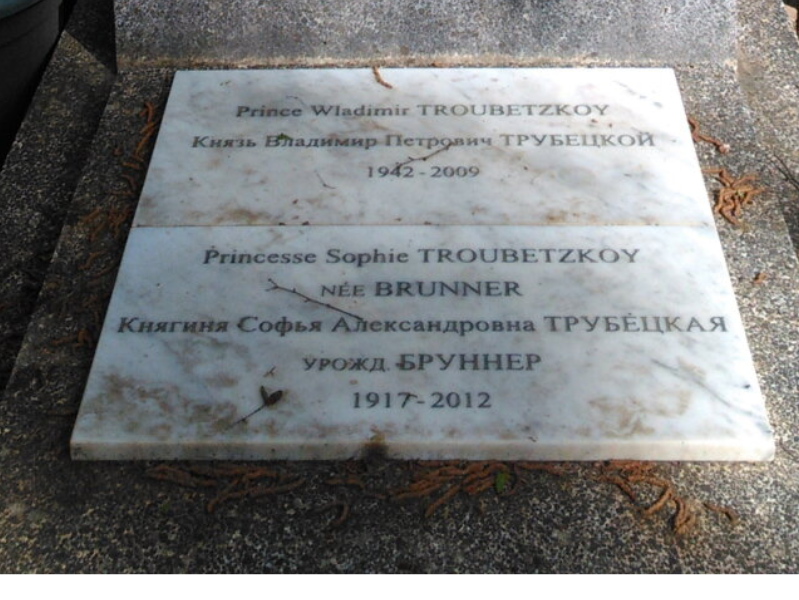
Tombe Troubetzkoy au cimetière russe de Sainte-Geneviève-des-Bois.

Issu de la famille Troubetskoï, Wladimir Petrovitch Troubetzkoy est né le 10 août 1942 à Montluçon du mariage de Pierre Troubetzkoy (né à Saint-Pétersbourg le 9 novembre 1907 et mort à Paris le 26 décembre 1986) et de Sophie Brunner (née le 10 août 1917 à Simferopol en Crimée et morte à Paris le 1er novembre 2012),.
Il meurt le 26 mai 2009 dans le 14e arrondissement de Paris. Il est inhumé, avec ses deux parents, au cimetière russe de Sainte-Geneviève-des-Bois dans le département de l'Essonne.

### Formation
Il intègre l'École normale supérieure (Paris) puis obtient son agrégation de lettres classiques et son doctorat d'État en  littérature comparée avant d'enseigner cette matière à l'université Lille III de 1974 à 1995, puis à l'université de Versailles à partir de 1995.

## Publications
- L'Aristocratie et le rôle de l'écrivain dans la littérature européenne de la première moitié du XIXe siècle, 1989
- « De l'art d'accommoder les grands-mères : La Belle et le Chaperon » Littératures 24 (1991): 29-52
- Le Double, études recueillies par Jean Bessière ; avec la collaboration d'Antonia Fonyi, 1995
- La Figure du double, textes réunis et présentés par Wladimir Troubetzkoy, Paris, Didier érudition, 1995
- Vladimir Nabokov's Despair : the reader as April's Fool, Cycnos (12:2) 1995, 55–62
- L'Ombre et la Différence : le double en Europe, Presses universitaires de France, 1996
- Littérature comparée, sous la direction de Didier Souiller avec la collaboration de Wladimir Troubetzkoy, collection Premier Cycle, Presses universitaires de France  (ISSN 1158-6028)
- Saint-Pétersbourg : mythe littéraire, Presses universitaires de France, 2003
- Fratries : frères et sœurs dans la littérature et les arts, de l'Antiquité à nos jours, sous la direction de Florence Godeau et Wladimir Troubetzkoy, ouvrage publié avec le concours du Centre national du livre et de l'Université de Versailles-Saint-Quentin. (Société française de littérature générale et comparée, Paris, Kimé, 2003